# تياغو ليما
تياغو ليما (25 سبتمبر 1988 في البرازيل – )؛ هو لاعب كرة قدم كان يلعب كلاعب وسط.

## وصلات خارجية
- تياغو ليما على موقع رابطة كرة القدم اليابانية للمحترفين (اليابانية)
- تياغو ليما على موقع قاعدة بيانات كرة القدم.إي يو (الإنجليزية)
- تياغو ليما على موقع عالم كرة القدم.نت (الإنجليزية)